# Acemanan
Acemanan je polysacharid, složený z jednotek manózy a glukózy. Je obsažen v aloi pravé a některých dalších druzích rodu aloe. V rostlině se nachází ve vnitřní bezbarvé dužnině listů, tvořené parenchymem z velkých a tenkostěnných buněk. Z této tkáně se připravuje tzv. gel z aloe s léčivými vlastnostmi, jehož hlavní účinnou složkou je právě acemanan.
Molekula acemananu je tvořena jedním nebo několika polysacharidovými řetězci, složenými z několika až několika tisíc strukturních sacharidových jednotek. Poměr jednotek manózy a glukózy. je v acemananu 3:1.